# 谷口源十郎
谷口 源十郎（たにぐち げんじゅうろう、1883年（明治16年）5月7日 - 1979年（昭和54年）11月21日）は、日本の実業家、政治家、鳥取県多額納税者。衆議院議員（当選2回）。鳥取銀行取締・相談役。

## 経歴
鳥取県岩美郡大路村（のち岩美郡米里村東大路、現・鳥取市東大路）の豪農の家に生まれた。谷口竫晃の長男。1902年、鳥取県立鳥取中学校（現・鳥取県立鳥取西高等学校）卒業。農業を営む。
鳥取税務署管内所得調査委員、広島税務署監督局管内所得審査委員、鳥取県議、米里村議、岩美郡農会長、鳥取県農会議員となる。因伯産業社長、大正鳥取銀行取締役、鳥取新報社監査役、鳥取県米穀会副会長、鳥取銀行頭取、鳥取大丸取締役となる。
1924年の第15回衆議院議員総選挙において鳥取2区から憲政会公認で立候補して初当選した。1928年の第16回衆議院議員総選挙では鳥取県全県区から立憲民政党公認で立候補して再選した。1930年の第17回衆議院議員総選挙には出馬しなかった。1979年11月21日、96歳で大往生を遂げた。

## 人物
宗教は真宗。趣味は謡曲、囲碁。住所は鳥取県岩美郡米里村東大路（現・鳥取市東大路）、鳥取市末広温泉町。

## 栄典
- 1960年 - 黄綬褒章[9]
- 1964年 - 勲三等瑞宝章[9]

## 家族・親族
谷口家
- 祖父・源十郎[11]
- 父・竫晃[11][12][注 1]（1862年 - ?、農業、鳥取県多額納税者、鳥取倉庫社長、大正鳥取銀行取締役[11]）
- 母・しゑ（1866年 - ?、鳥取、熊谷新一郎の長女）[5][8][12]
- 弟・圭三（1889年 - ?、醤油醸造業）[3]
- 妻・小光（1888年 - ?、岡山、豊福俊雄の四女[10]、豊福泰造の妹[12]）
- 長男・宇多太郎（1908年 - ?）[10][11]
- 三男[10]

親戚
- 妻の兄・豊福泰造（衆議院議員）